# Vuelta a la Comunidad Valenciana 2025
La 75.ª edición de la competición ciclista Vuelta a la Comunidad Valenciana fue una carrera de ciclismo en ruta por etapas que se celebró entre el 5 de febrero y el 9 de febrero de 2025 en España, con inicio en el municipio de la Comunidad Valenciana de Orihuela y final en la ciudad de Valencia sobre un recorrido de 665.8 kilómetros.
La carrera formó parte del UCI ProSeries 2025, calendario ciclístico mundial de segunda división, dentro de la categoría UCI 2.Pro. El vencedor fue el colombiano Santiago Buitrago del Bahrain Victorious, quien estuvo acompañado en el podio por el portugués João Almeida del UAE Emirates XRG y el español Pello Bilbao del Bahrain Victorious.

## Equipos participantes
Tomaron parte en la carrera 22 equipos: 9 de categoría UCI WorldTeam, 10 de categoría UCI ProTeam y 3 de categoría Continental. Los equipos participantes fueron:
| WorldTeams (9)- UAE Team Emirates XRG - Bahrain-Victorious - Red Bull-BORA-hansgrohe - Team Jayco AlUla - Movistar Team - Lidl-Trek - Intermarché-Wanty - Alpecin-Deceuninck - Ineos Grenadiers ProTeams (10)- Team Polti VisitMalta - VF Group-Bardiani CSF-Faizanè - Euskaltel-Euskadi - Burgos-Burpellet-BH - Caja Rural-Seguros RGA - Equipo Kern Pharma - Q36.5 Pro Cycling Team - Wagner Bazin WB - Team Novo Nordisk - Israel-Premier Tech Equipos continentales (3)- Illes Balears Arabay - Project Echelon Racing - Petrolike |
| |

## Recorrido
La Vuelta a la Comunidad Valenciana dispuso de cinco etapas para un recorrido total de 665.8 kilómetros.
| Etapa     | Fecha    | Recorrido                            | type                     | Distancia (km) | Desnivel (m) | Ganador           | Líder             |
| --------- | -------- | ------------------------------------ | ------------------------ | -------------- | ------------ | ----------------- | ----------------- |
| 1.ª etapa | 5 de feb | Orihuela – Orihuela                  | contrarreloj por equipos | 34,5           | 291 m        | Lidl-Trek         | Mathias Vacek     |
| 2.ª etapa | 6 de feb | La Nucía – Benifato                  | etapa de montaña         | 166            | 3312 m       | Santiago Buitrago | Mathias Vacek     |
| 3.ª etapa | 7 de feb | Algemesí – Alpuente                  | etapa de montaña         | 180,3          | 2997 m       | Iván Romeo        | João Almeida      |
| 4.ª etapa | 8 de feb | Oropesa del Mar – Portell de Morella | etapa de media montaña   | 181            | 3598 m       | Santiago Buitrago | Santiago Buitrago |
| 5.ª etapa | 9 de feb | Alfafar – Valencia                   | etapa llana              | 104,2          | 87 m         | Jonathan Milan    | Santiago Buitrago |

## Desarrollo de la carrera

### 1.ª etapa
| Orihuela - Orihuela | contrarreloj por equipos | (34,5 km) |

| \| Clasificación de la etapa \| Clasificación de la etapa \| Clasificación de la etapa \| Clasificación de la etapa \| Clasificación de la etapa \| Clasificación de la etapa \| \| Equipo \| Equipo \| Tiempo \| Diferencia \| Promedio \| \| \| ------------------------- \| ------------------------- \| ------------------------- \| ------------------------- \| ------------------------- \| ------------------------- \| \| 1.º \| Lidl-Trek \| 39 min 19 s \| \| \| \| \| 2.º \| Team Jayco AlUla \| \| + 46 s \| \| \| \| 3.º \| UAE Team Emirates XRG \| \| + 50 s \| \| \| \| 4.º \| Red Bull-BORA-hansgrohe \| \| + 50 s \| \| \| \| 5.º \| Ineos Grenadiers \| \| + 51 s \| \| \| \| 6.º \| Movistar Team \| \| + 1 min 05 s \| \| \| \| 7.º \| Bahrain-Victorious \| \| + 1 min 11 s \| \| \| \| 8.º \| Israel-Premier Tech \| \| + 1 min 21 s \| \| \| \| 9.º \| Q36.5 Pro Cycling Team \| \| + 1 min 50 s \| \| \| \| 10.º \| Alpecin-Deceuninck \| \| + 2 min 06 s \| \| \| |                         |             |              |          |
| |                         |             |              |          |
| |                         |             |              |          |
| Clasificación de la etapa |                         |             |              |          |
| Equipo | Equipo                  | Tiempo      | Diferencia   | Promedio |
| 1.º | Lidl-Trek               | 39 min 19 s |              |          |
| 2.º | Team Jayco AlUla        |             | + 46 s       |          |
| 3.º | UAE Team Emirates XRG   |             | + 50 s       |          |
| 4.º | Red Bull-BORA-hansgrohe |             | + 50 s       |          |
| 5.º | Ineos Grenadiers        |             | + 51 s       |          |
| 6.º | Movistar Team           |             | + 1 min 05 s |          |
| 7.º | Bahrain-Victorious      |             | + 1 min 11 s |          |
| 8.º | Israel-Premier Tech     |             | + 1 min 21 s |          |
| 9.º | Q36.5 Pro Cycling Team  |             | + 1 min 50 s |          |
| 10.º | Alpecin-Deceuninck      |             | + 2 min 06 s |          |

| \| Clasificación general \| Clasificación general \| Clasificación general \| Clasificación general \| Clasificación general \| \| Ciclista \| Ciclista \| Equipo \| Tiempo \| \| \| --------------------- \| --------------------- \| --------------------- \| --------------------- \| --------------------- \| \| 1.º \| Mathias Vacek \| Lidl-Trek \| 39 min 19 s \| \| \| 2.º \| Jonathan Milan \| Lidl-Trek \| + 0 s \| \| \| 3.º \| Daan Hoole \| Lidl-Trek \| + 0 s \| \| \| 4.º \| Jakob Söderqvist \| Lidl-Trek \| + 0 s \| \| \| 5.º \| Edward Theuns \| Lidl-Trek \| + 30 s \| \| \| 6.º \| Jelte Krijnsen \| Team Jayco AlUla \| + 47 s \| \| \| 7.º \| Ben O'Connor \| Team Jayco AlUla \| + 47 s \| \| \| 8.º \| Michael Hepburn \| Team Jayco AlUla \| + 47 s \| \| \| 9.º \| Jasha Sütterlin \| Team Jayco AlUla \| + 47 s \| \| \| 10.º \| João Almeida \| UAE Team Emirates XRG \| + 50 s \| \| |                  |                       |             |
| |                  |                       |             |
| |                  |                       |             |
| Clasificación general |                  |                       |             |
| Ciclista | Ciclista         | Equipo                | Tiempo      |
| 1.º | Mathias Vacek    | Lidl-Trek             | 39 min 19 s |
| 2.º | Jonathan Milan   | Lidl-Trek             | + 0 s       |
| 3.º | Daan Hoole       | Lidl-Trek             | + 0 s       |
| 4.º | Jakob Söderqvist | Lidl-Trek             | + 0 s       |
| 5.º | Edward Theuns    | Lidl-Trek             | + 30 s      |
| 6.º | Jelte Krijnsen   | Team Jayco AlUla      | + 47 s      |
| 7.º | Ben O'Connor     | Team Jayco AlUla      | + 47 s      |
| 8.º | Michael Hepburn  | Team Jayco AlUla      | + 47 s      |
| 9.º | Jasha Sütterlin  | Team Jayco AlUla      | + 47 s      |
| 10.º | João Almeida     | UAE Team Emirates XRG | + 50 s      |

### 2.ª etapa
| La Nucía - Benifato | etapa de montaña | (166 km) |

| \| Clasificación de la etapa \| Clasificación de la etapa \| Clasificación de la etapa \| Clasificación de la etapa \| Clasificación de la etapa \| \| Ciclista \| Ciclista \| Equipo \| Tiempo \| \| \| ------------------------- \| ------------------------- \| ------------------------- \| ------------------------- \| ------------------------- \| \| 1.º \| Santiago Buitrago \| Bahrain Victorious \| 4 h 07 min 54 s \| \| \| 2.º \| Pello Bilbao \| Bahrain Victorious \| + 9 s \| \| \| 3.º \| João Almeida \| UAE Team Emirates XRG \| + 13 s \| \| \| 4.º \| Jefferson Cepeda \| Movistar Team \| + 21 s \| \| \| 5.º \| Thymen Arensman \| Ineos Grenadiers \| + 24 s \| \| \| 6.º \| Iván Ramiro Sosa \| Equipo Kern Pharma \| + 25 s \| \| \| 7.º \| Brandon McNulty \| UAE Team Emirates XRG \| + 34 s \| \| \| 8.º \| Carlos Rodríguez \| Ineos Grenadiers \| + 34 s \| \| \| 9.º \| Lenny Martinez \| Bahrain Victorious \| + 39 s \| \| \| 10.º \| Iván Romeo \| Movistar Team \| + 39 s \| \| |                   |                       |                 |
| |                   |                       |                 |
| |                   |                       |                 |
| Clasificación de la etapa |                   |                       |                 |
| Ciclista | Ciclista          | Equipo                | Tiempo          |
| 1.º | Santiago Buitrago | Bahrain Victorious    | 4 h 07 min 54 s |
| 2.º | Pello Bilbao      | Bahrain Victorious    | + 9 s           |
| 3.º | João Almeida      | UAE Team Emirates XRG | + 13 s          |
| 4.º | Jefferson Cepeda  | Movistar Team         | + 21 s          |
| 5.º | Thymen Arensman   | Ineos Grenadiers      | + 24 s          |
| 6.º | Iván Ramiro Sosa  | Equipo Kern Pharma    | + 25 s          |
| 7.º | Brandon McNulty   | UAE Team Emirates XRG | + 34 s          |
| 8.º | Carlos Rodríguez  | Ineos Grenadiers      | + 34 s          |
| 9.º | Lenny Martinez    | Bahrain Victorious    | + 39 s          |
| 10.º | Iván Romeo        | Movistar Team         | + 39 s          |

| \| Clasificación general \| Clasificación general \| Clasificación general \| Clasificación general \| Clasificación general \| \| Ciclista \| Ciclista \| Equipo \| Tiempo \| \| \| --------------------- \| --------------------- \| --------------------- \| --------------------- \| --------------------- \| \| 1.º \| Mathias Vacek \| Lidl-Trek \| 4 h 48 min 10 s \| \| \| 2.º \| João Almeida \| UAE Team Emirates XRG \| + 2 s \| \| \| 3.º \| Santiago Buitrago \| Bahrain Victorious \| + 5 s \| \| \| 4.º \| Pello Bilbao \| Bahrain Victorious \| + 16 s \| \| \| 5.º \| Thymen Arensman \| Ineos Grenadiers \| + 19 s \| \| \| 6.º \| Brandon McNulty \| UAE Team Emirates XRG \| + 27 s \| \| \| 7.º \| Carlos Rodríguez \| Ineos Grenadiers \| + 28 s \| \| \| 8.º \| Jefferson Cepeda \| Movistar Team \| + 30 s \| \| \| 9.º \| Iván Romeo \| Movistar Team \| + 48 s \| \| \| 10.º \| Lenny Martinez \| Bahrain Victorious \| + 54 s \| \| |                   |                       |                 |
| |                   |                       |                 |
| |                   |                       |                 |
| Clasificación general |                   |                       |                 |
| Ciclista | Ciclista          | Equipo                | Tiempo          |
| 1.º | Mathias Vacek     | Lidl-Trek             | 4 h 48 min 10 s |
| 2.º | João Almeida      | UAE Team Emirates XRG | + 2 s           |
| 3.º | Santiago Buitrago | Bahrain Victorious    | + 5 s           |
| 4.º | Pello Bilbao      | Bahrain Victorious    | + 16 s          |
| 5.º | Thymen Arensman   | Ineos Grenadiers      | + 19 s          |
| 6.º | Brandon McNulty   | UAE Team Emirates XRG | + 27 s          |
| 7.º | Carlos Rodríguez  | Ineos Grenadiers      | + 28 s          |
| 8.º | Jefferson Cepeda  | Movistar Team         | + 30 s          |
| 9.º | Iván Romeo        | Movistar Team         | + 48 s          |
| 10.º | Lenny Martinez    | Bahrain Victorious    | + 54 s          |

### 3.ª etapa
| Algemesí - Alpuente | etapa de montaña | (180,3 km) |

| \| Clasificación de la etapa \| Clasificación de la etapa \| Clasificación de la etapa \| Clasificación de la etapa \| Clasificación de la etapa \| \| Ciclista \| Ciclista \| Equipo \| Tiempo \| \| \| ------------------------- \| ------------------------- \| ------------------------- \| ------------------------- \| ------------------------- \| \| 1.º \| Iván Romeo \| Movistar Team \| 4 h 26 min 15 s \| \| \| 2.º \| Santiago Buitrago \| Bahrain Victorious \| + 10 s \| \| \| 3.º \| João Almeida \| UAE Team Emirates XRG \| + 10 s \| \| \| 4.º \| Pello Bilbao \| Bahrain Victorious \| + 10 s \| \| \| 5.º \| Jefferson Cepeda \| Movistar Team \| + 10 s \| \| \| 6.º \| Pablo Castrillo \| Movistar Team \| + 10 s \| \| \| 7.º \| Davide Piganzoli \| Team Polti VisitMalta \| + 10 s \| \| \| 8.º \| Jai Hindley \| Red Bull-Bora-Hansgrohe \| + 10 s \| \| \| 9.º \| Ben O'Connor \| Team Jayco AlUla \| + 10 s \| \| \| 10.º \| Thymen Arensman \| Ineos Grenadiers \| + 10 s \| \| |                   |                         |                 |
| |                   |                         |                 |
| |                   |                         |                 |
| Clasificación de la etapa |                   |                         |                 |
| Ciclista | Ciclista          | Equipo                  | Tiempo          |
| 1.º | Iván Romeo        | Movistar Team           | 4 h 26 min 15 s |
| 2.º | Santiago Buitrago | Bahrain Victorious      | + 10 s          |
| 3.º | João Almeida      | UAE Team Emirates XRG   | + 10 s          |
| 4.º | Pello Bilbao      | Bahrain Victorious      | + 10 s          |
| 5.º | Jefferson Cepeda  | Movistar Team           | + 10 s          |
| 6.º | Pablo Castrillo   | Movistar Team           | + 10 s          |
| 7.º | Davide Piganzoli  | Team Polti VisitMalta   | + 10 s          |
| 8.º | Jai Hindley       | Red Bull-Bora-Hansgrohe | + 10 s          |
| 9.º | Ben O'Connor      | Team Jayco AlUla        | + 10 s          |
| 10.º | Thymen Arensman   | Ineos Grenadiers        | + 10 s          |

| \| Clasificación general \| Clasificación general \| Clasificación general \| Clasificación general \| Clasificación general \| \| Ciclista \| Ciclista \| Equipo \| Tiempo \| \| \| --------------------- \| --------------------- \| --------------------- \| --------------------- \| --------------------- \| \| 1.º \| João Almeida \| UAE Team Emirates XRG \| 9 h 14 min 30 s \| \| \| 2.º \| Santiago Buitrago \| Bahrain Victorious \| + 2 s \| \| \| 3.º \| Pello Bilbao \| Bahrain Victorious \| + 21 s \| \| \| 4.º \| Thymen Arensman \| Ineos Grenadiers \| + 24 s \| \| \| 5.º \| Brandon McNulty \| UAE Team Emirates XRG \| + 32 s \| \| \| 6.º \| Iván Romeo \| Movistar Team \| + 33 s \| \| \| 7.º \| Carlos Rodríguez \| Ineos Grenadiers \| + 33 s \| \| \| 8.º \| Jefferson Cepeda \| Movistar Team \| + 35 s \| \| \| 9.º \| Pablo Castrillo \| Movistar Team \| + 1 min 03 s \| \| \| 10.º \| Ben O'Connor \| Team Jayco AlUla \| + 1 min 05 s \| \| |                   |                       |                 |
| |                   |                       |                 |
| |                   |                       |                 |
| Clasificación general |                   |                       |                 |
| Ciclista | Ciclista          | Equipo                | Tiempo          |
| 1.º | João Almeida      | UAE Team Emirates XRG | 9 h 14 min 30 s |
| 2.º | Santiago Buitrago | Bahrain Victorious    | + 2 s           |
| 3.º | Pello Bilbao      | Bahrain Victorious    | + 21 s          |
| 4.º | Thymen Arensman   | Ineos Grenadiers      | + 24 s          |
| 5.º | Brandon McNulty   | UAE Team Emirates XRG | + 32 s          |
| 6.º | Iván Romeo        | Movistar Team         | + 33 s          |
| 7.º | Carlos Rodríguez  | Ineos Grenadiers      | + 33 s          |
| 8.º | Jefferson Cepeda  | Movistar Team         | + 35 s          |
| 9.º | Pablo Castrillo   | Movistar Team         | + 1 min 03 s    |
| 10.º | Ben O'Connor      | Team Jayco AlUla      | + 1 min 05 s    |

### 4.ª etapa
| Oropesa del Mar - Portell de Morella | etapa de media montaña | (181 km) |

| \| Clasificación de la etapa \| Clasificación de la etapa \| Clasificación de la etapa \| Clasificación de la etapa \| Clasificación de la etapa \| \| Ciclista \| Ciclista \| Equipo \| Tiempo \| \| \| ------------------------- \| ------------------------- \| ------------------------- \| ------------------------- \| ------------------------- \| \| 1.º \| Santiago Buitrago \| Bahrain Victorious \| 4 h 53 min 30 s \| \| \| 2.º \| Jonathan Milan \| Lidl-Trek \| + 6 s \| \| \| 3.º \| Jakob Söderqvist \| Lidl-Trek Future Racing \| + 6 s \| \| \| 4.º \| Riley Sheehan \| Israel-Premier Tech \| + 10 s \| \| \| 5.º \| Thymen Arensman \| Ineos Grenadiers \| + 10 s \| \| \| 6.º \| Pello Bilbao \| Bahrain Victorious \| + 10 s \| \| \| 7.º \| João Almeida \| UAE Team Emirates XRG \| + 10 s \| \| \| 8.º \| Matteo Sobrero \| Red Bull-Bora-Hansgrohe \| + 10 s \| \| \| 9.º \| Brandon McNulty \| UAE Team Emirates XRG \| + 13 s \| \| \| 10.º \| Jai Hindley \| Red Bull-Bora-Hansgrohe \| + 13 s \| \| |                   |                         |                 |
| |                   |                         |                 |
| |                   |                         |                 |
| Clasificación de la etapa |                   |                         |                 |
| Ciclista | Ciclista          | Equipo                  | Tiempo          |
| 1.º | Santiago Buitrago | Bahrain Victorious      | 4 h 53 min 30 s |
| 2.º | Jonathan Milan    | Lidl-Trek               | + 6 s           |
| 3.º | Jakob Söderqvist  | Lidl-Trek Future Racing | + 6 s           |
| 4.º | Riley Sheehan     | Israel-Premier Tech     | + 10 s          |
| 5.º | Thymen Arensman   | Ineos Grenadiers        | + 10 s          |
| 6.º | Pello Bilbao      | Bahrain Victorious      | + 10 s          |
| 7.º | João Almeida      | UAE Team Emirates XRG   | + 10 s          |
| 8.º | Matteo Sobrero    | Red Bull-Bora-Hansgrohe | + 10 s          |
| 9.º | Brandon McNulty   | UAE Team Emirates XRG   | + 13 s          |
| 10.º | Jai Hindley       | Red Bull-Bora-Hansgrohe | + 13 s          |

| \| Clasificación general \| Clasificación general \| Clasificación general \| Clasificación general \| Clasificación general \| \| Ciclista \| Ciclista \| Equipo \| Tiempo \| \| \| --------------------- \| --------------------- \| ----------------------- \| --------------------- \| --------------------- \| \| 1.º \| Santiago Buitrago \| Bahrain Victorious \| 14 h 08 min 01 s \| \| \| 2.º \| João Almeida \| UAE Team Emirates XRG \| + 8 s \| \| \| 3.º \| Pello Bilbao \| Bahrain Victorious \| + 29 s \| \| \| 4.º \| Thymen Arensman \| Ineos Grenadiers \| + 32 s \| \| \| 5.º \| Brandon McNulty \| UAE Team Emirates XRG \| + 43 s \| \| \| 6.º \| Iván Romeo \| Movistar Team \| + 44 s \| \| \| 7.º \| Carlos Rodríguez \| Ineos Grenadiers \| + 44 s \| \| \| 8.º \| Jefferson Cepeda \| Movistar Team \| + 50 s \| \| \| 9.º \| Jai Hindley \| Red Bull-Bora-Hansgrohe \| + 1 min 21 s \| \| \| 10.º \| Ben O'Connor \| Team Jayco AlUla \| + 1 min 27 s \| \| |                   |                         |                  |
| |                   |                         |                  |
| |                   |                         |                  |
| Clasificación general |                   |                         |                  |
| Ciclista | Ciclista          | Equipo                  | Tiempo           |
| 1.º | Santiago Buitrago | Bahrain Victorious      | 14 h 08 min 01 s |
| 2.º | João Almeida      | UAE Team Emirates XRG   | + 8 s            |
| 3.º | Pello Bilbao      | Bahrain Victorious      | + 29 s           |
| 4.º | Thymen Arensman   | Ineos Grenadiers        | + 32 s           |
| 5.º | Brandon McNulty   | UAE Team Emirates XRG   | + 43 s           |
| 6.º | Iván Romeo        | Movistar Team           | + 44 s           |
| 7.º | Carlos Rodríguez  | Ineos Grenadiers        | + 44 s           |
| 8.º | Jefferson Cepeda  | Movistar Team           | + 50 s           |
| 9.º | Jai Hindley       | Red Bull-Bora-Hansgrohe | + 1 min 21 s     |
| 10.º | Ben O'Connor      | Team Jayco AlUla        | + 1 min 27 s     |

### 5.ª etapa
| Alfafar - Valencia | etapa llana | (104,2 km) |

| \| Clasificación de la etapa \| Clasificación de la etapa \| Clasificación de la etapa \| Clasificación de la etapa \| Clasificación de la etapa \| \| Ciclista \| Ciclista \| Equipo \| Tiempo \| \| \| ------------------------- \| ------------------------- \| ----------------------------------- \| ------------------------- \| ------------------------- \| \| 1.º \| Jonathan Milan \| Lidl-Trek \| 2 h 09 min 52 s \| \| \| 2.º \| Jake Stewart \| Israel-Premier Tech \| + 0 s \| \| \| 3.º \| Giovanni Lonardi \| Team Polti VisitMalta \| + 0 s \| \| \| 4.º \| Gerben Thijssen \| Intermarché-Wanty \| + 0 s \| \| \| 5.º \| Xabier Berasategi \| Euskaltel-Euskadi \| + 0 s \| \| \| 6.º \| Sente Sentjens \| Alpecin-Deceuninck Development Team \| + 0 s \| \| \| 7.º \| Ethan Vernon \| Israel-Premier Tech \| + 0 s \| \| \| 8.º \| Miguel Ángel Fernández \| Equipo Kern Pharma \| + 0 s \| \| \| 9.º \| Cesar Macias \| Petrolike \| + 0 s \| \| \| 10.º \| Michiel Lambrecht \| Wagner Bazin WB \| + 0 s \| \| |                        |                                     |                 |
| |                        |                                     |                 |
| |                        |                                     |                 |
| Clasificación de la etapa |                        |                                     |                 |
| Ciclista | Ciclista               | Equipo                              | Tiempo          |
| 1.º | Jonathan Milan         | Lidl-Trek                           | 2 h 09 min 52 s |
| 2.º | Jake Stewart           | Israel-Premier Tech                 | + 0 s           |
| 3.º | Giovanni Lonardi       | Team Polti VisitMalta               | + 0 s           |
| 4.º | Gerben Thijssen        | Intermarché-Wanty                   | + 0 s           |
| 5.º | Xabier Berasategi      | Euskaltel-Euskadi                   | + 0 s           |
| 6.º | Sente Sentjens         | Alpecin-Deceuninck Development Team | + 0 s           |
| 7.º | Ethan Vernon           | Israel-Premier Tech                 | + 0 s           |
| 8.º | Miguel Ángel Fernández | Equipo Kern Pharma                  | + 0 s           |
| 9.º | Cesar Macias           | Petrolike                           | + 0 s           |
| 10.º | Michiel Lambrecht      | Wagner Bazin WB                     | + 0 s           |

## Clasificaciones finales
- Las clasificaciones finalizaron de la siguiente forma:[4]

### Clasificación general
| \| Clasificación general \| Clasificación general \| Clasificación general \| Clasificación general \| Clasificación general \| \| Ciclista \| Ciclista \| Equipo \| Tiempo \| \| \| --------------------- \| --------------------- \| ----------------------- \| --------------------- \| --------------------- \| \| 1.º \| Santiago Buitrago \| Bahrain Victorious \| 16 h 17 min 43 s \| \| \| 2.º \| João Almeida \| UAE Team Emirates XRG \| + 18 s \| \| \| 3.º \| Pello Bilbao \| Bahrain Victorious \| + 39 s \| \| \| 4.º \| Thymen Arensman \| Ineos Grenadiers \| + 42 s \| \| \| 5.º \| Brandon McNulty \| UAE Team Emirates XRG \| + 53 s \| \| \| 6.º \| Carlos Rodríguez \| Ineos Grenadiers \| + 54 s \| \| \| 7.º \| Jefferson Cepeda \| Movistar Team \| + 1 min 00 s \| \| \| 8.º \| Iván Romeo \| Movistar Team \| + 1 min 07 s \| \| \| 9.º \| Jai Hindley \| Red Bull-Bora-Hansgrohe \| + 1 min 31 s \| \| \| 10.º \| Ben O'Connor \| Team Jayco AlUla \| + 1 min 37 s \| \| |                   |                         |                  |
| |                   |                         |                  |
| Fuente: ProCyclingStats |                   |                         |                  |
| Clasificación general |                   |                         |                  |
| Ciclista | Ciclista          | Equipo                  | Tiempo           |
| 1.º | Santiago Buitrago | Bahrain Victorious      | 16 h 17 min 43 s |
| 2.º | João Almeida      | UAE Team Emirates XRG   | + 18 s           |
| 3.º | Pello Bilbao      | Bahrain Victorious      | + 39 s           |
| 4.º | Thymen Arensman   | Ineos Grenadiers        | + 42 s           |
| 5.º | Brandon McNulty   | UAE Team Emirates XRG   | + 53 s           |
| 6.º | Carlos Rodríguez  | Ineos Grenadiers        | + 54 s           |
| 7.º | Jefferson Cepeda  | Movistar Team           | + 1 min 00 s     |
| 8.º | Iván Romeo        | Movistar Team           | + 1 min 07 s     |
| 9.º | Jai Hindley       | Red Bull-Bora-Hansgrohe | + 1 min 31 s     |
| 10.º | Ben O'Connor      | Team Jayco AlUla        | + 1 min 37 s     |

### Clasificación de los puntos
| Clasificación por puntos | Clasificación por puntos | Clasificación por puntos | Clasificación por puntos | Clasificación por puntos |
| Ciclista                 | Ciclista                 | Equipo                   | Puntos                   |                          |
| ------------------------ | ------------------------ | ------------------------ | ------------------------ | ------------------------ |
| 1.º                      | Santiago Buitrago        | Bahrain Victorious       | 70 pts                   |                          |
| 2.º                      | Jonathan Milan           | Lidl-Trek                | 45 pts                   |                          |
| 3.º                      | Pello Bilbao             | Bahrain Victorious       | 44 pts                   |                          |
| 4.º                      | João Almeida             | UAE Team Emirates XRG    | 41 pts                   |                          |
| 5.º                      | Thymen Arensman          | Ineos Grenadiers         | 30 pts                   |                          |
| 6.º                      | Jefferson Cepeda         | Movistar Team            | 27 pts                   |                          |
| 7.º                      | Iván Romeo               | Movistar Team            | 24 pts                   |                          |
| 8.º                      | Jake Stewart             | Israel-Premier Tech      | 20 pts                   |                          |
| 9.º                      | Brandon McNulty          | UAE Team Emirates XRG    | 20 pts                   |                          |
| 10.º                     | Carlos Rodríguez         | Ineos Grenadiers         | 18 pts                   |                          |

### Clasificación de la montaña
| Clasificación de la montaña | Clasificación de la montaña | Clasificación de la montaña | Clasificación de la montaña | Clasificación de la montaña |
| Ciclista                    | Ciclista                    | Equipo                      | Puntos                      |                             |
| --------------------------- | --------------------------- | --------------------------- | --------------------------- | --------------------------- |
| 1.º                         | Jon Agirre                  | Euskaltel-Euskadi           | 28 pts                      |                             |
| 2.º                         | Diego Uriarte               | Equipo Kern Pharma          | 21 pts                      |                             |
| 3.º                         | Santiago Buitrago           | Bahrain Victorious          | 19 pts                      |                             |
| 4.º                         | João Almeida                | UAE Team Emirates XRG       | 18 pts                      |                             |
| 5.º                         | Hugo Houle                  | Israel-Premier Tech         | 17 pts                      |                             |
| 6.º                         | Pello Bilbao                | Bahrain Victorious          | 13 pts                      |                             |
| 7.º                         | Matyáš Kopecký              | Team Novo Nordisk           | 6 pts                       |                             |
| 8.º                         | Tobias Foss                 | Ineos Grenadiers            | 6 pts                       |                             |
| 9.º                         | Ben O'Connor                | Team Jayco AlUla            | 6 pts                       |                             |
| 10.º                        | Walter Calzoni              | Q36.5 Pro Cycling Team      | 5 pts                       |                             |

### Clasificación de los jóvenes
| Clasificación del mejor joven | Clasificación del mejor joven | Clasificación del mejor joven | Clasificación del mejor joven | Clasificación del mejor joven |
| Ciclista                      | Ciclista                      | Equipo                        | Tiempo                        |                               |
| ----------------------------- | ----------------------------- | ----------------------------- | ----------------------------- | ----------------------------- |
| 1.º                           | Carlos Rodríguez              | Ineos Grenadiers              | 16 h 18 min 37 s              |                               |
| 2.º                           | Iván Romeo                    | Movistar Team                 | + 13 s                        |                               |
| 3.º                           | Lenny Martinez                | Bahrain Victorious            | + 1 min 03 s                  |                               |
| 4.º                           | Pablo Castrillo               | Movistar Team                 | + 1 min 58 s                  |                               |
| 5.º                           | Davide Piganzoli              | Team Polti VisitMalta         | + 2 min 02 s                  |                               |
| 6.º                           | Andrii Ponomar                | Petrolike                     | + 7 min 36 s                  |                               |
| 7.º                           | Clément Alleno                | Burgos-Burpellet-BH           | + 8 min 02 s                  |                               |
| 8.º                           | Iván Cobo                     | Equipo Kern Pharma            | + 8 min 40 s                  |                               |
| 9.º                           | Luca Paletti                  | VF Group-Bardiani CSF-Faizanè | + 8 min 44 s                  |                               |
| 10.º                          | Joseph Blackmore              | Israel-Premier Tech           | + 8 min 45 s                  |                               |

### Clasificación por equipos
| Clasificación por equipos | Clasificación por equipos | Clasificación por equipos | Clasificación por equipos |
| Equipo                    | Equipo                    | Tiempo                    |                           |
| ------------------------- | ------------------------- | ------------------------- | ------------------------- |
| 1.º                       | Bahrain-Victorious        | 47 h 35 min 04 s          |                           |
| 2.º                       | Ineos Grenadiers          | + 2 min 01 s              |                           |
| 3.º                       | Movistar Team             | + 2 min 24 s              |                           |
| 4.º                       | UAE Team Emirates XRG     | + 3 min 01 s              |                           |
| 5.º                       | Red Bull-BORA-hansgrohe   | + 15 min 32 s             |                           |

## Evolución de las clasificaciones
| Etapa                   |                          | Ganador _         | Clasificación general | Puntos            | Montaña           | Jóvenes          | Equipo _           |
| ----------------------- | ------------------------ | ----------------- | --------------------- | ----------------- | ----------------- | ---------------- | ------------------ |
| 1.ª etapa               | contrarreloj por equipos | Lidl-Trek         | Mathias Vacek         | Daan Hoole        | Jonathan Milan    | Mathias Vacek    | Lidl-Trek          |
| 2.ª etapa               | etapa de montaña         | Santiago Buitrago | Mathias Vacek         | Santiago Buitrago | Pello Bilbao      | Mathias Vacek    | Bahrain-Victorious |
| 3.ª etapa               | etapa de montaña         | Iván Romeo        | João Almeida          | Santiago Buitrago | Santiago Buitrago | Iván Romeo       | Bahrain-Victorious |
| 4.ª etapa               | etapa de media montaña   | Santiago Buitrago | Santiago Buitrago     | Santiago Buitrago | Jon Agirre        | Iván Romeo       | Bahrain-Victorious |
| 5.ª etapa               | etapa llana              | Jonathan Milan    | Santiago Buitrago     | Santiago Buitrago | Jon Agirre        | Carlos Rodríguez | Bahrain-Victorious |
| Clasificaciones finales | Clasificaciones finales  |                   | Santiago Buitrago     | Santiago Buitrago | Jon Agirre        | Carlos Rodríguez | Bahrain-Victorious |

## Ciclistas participantes y posiciones finales
Convenciones:
- AB-N: Abandono en la etapa "N"
- FLT-N: Retiro por llegada fuera del límite de tiempo en la etapa "N"
- NTS-N: No tomó la salida para la etapa "N"
- DES-N: Descalificado o expulsado en la etapa "N"

## UCI World Ranking
La Vuelta a Comunidad Valenciana otorgó puntos para el UCI World Ranking para corredores de los equipos en las categorías UCI WorldTeam, UCI ProTeam y Continental. Las siguientes tablas son el baremo de puntuación y los diez corredores que obtuvieron más puntos:
| Posición              | 1.º | 2.º | 3.º | 4.º | 5.º | 6.º | 7.º | 8.º | 9.º | 10.º | 11.º | 12.º | 13.º | 14.º | 15.º | 16.º-30.º | 31.º-40.º |
| Clasificación general | 200 | 150 | 125 | 100 | 85  | 70  | 60  | 50  | 40  | 35   | 30   | 25   | 20   | 15   | 10   | 5         | 3         |
| Por etapa             | 20  | 15  | 10  | 5   | 3   |     |     |     |     |      |      |      |      |      |      |           |           |
| Líder                 | 5   |     |     |     |     |     |     |     |     |      |      |      |      |      |      |           |           |

| Clasificación |                   |                         |         |       |       |        |
| Posición      | Ciclista          | Equipo                  | General | Etapa | Líder | Total  |
| ------------- | ----------------- | ----------------------- | ------- | ----- | ----- | ------ |
| 1.º           | Santiago Buitrago | Bahrain Victorious      | 200     | 55    | 5     | 260    |
| 2.º           | João Almeida      | UAE Emirates XRG        | 150     | 21,43 | 5     | 176,43 |
| 3.º           | Pello Bilbao      | Bahrain Victorious      | 125     | 20    | -     | 145    |
| 4.º           | Thymen Arensman   | INEOS Grenadiers        | 100     | 6,43  | -     | 106,43 |
| 5.º           | Brandon McNulty   | UAE Emirates XRG        | 85      | 1,43  | -     | 86,43  |
| 6.º           | Carlos Rodríguez  | INEOS Grenadiers        | 70      | 0,43  | -     | 70,43  |
| 7.º           | Iván Romeo        | Movistar                | 50      | 20    | -     | 70     |
| 8.º           | Jefferson Cepeda  | Movistar                | 60      | 8     | -     | 68     |
| 9.º           | Jai Hindley       | Red Bull-BORA-hansgrohe | 40      | 0,71  | -     | 40,71  |
| 10.º          | Jonathan Milan    | Lidl-Trek               | -       | 37,86 | -     | 37,86  |